# 师大云龙校区站
师大云龙校区站是徐州地铁2号线的地铁站，位于中华人民共和国江苏省徐州市云龙区解放路与和平路交叉口，于2020年11月28日开通。

## 车站结构
师大云龙校区站沿解放路南北设置，为地下二层岛式站台车站，车站长297.6米，宽21.7至26.1米，车站地下一层为站厅层，地下二层为站台层，站台设置全高站台门。车站北侧设有一条单渡线。
| 地面              | 出入口 | 1、2、3出入口                                                                                                   |
| 地下一层          | 站厅   | 客服中心、自动售票机、验票机                                                                                    |
| 地下二层          | 站台   | \| \| \| █ 2号线往客运北站（户部山） \| \| 島式 · 開左邊车门 \| \| \| \| \| \| █ 2号线往新城区东（中心医院） \| |
|                   |        | █ 2号线往客运北站（户部山）                                                                                     |
| 島式 · 開左邊车门 |        | |
|                   |        | █ 2号线往新城区东（中心医院）                                                                                   |

## 车站出口
师大云龙校区站共设3个出入口，各出口及周围设施如下所示：
| 出口编号            | 照片 | 出口指示       | 建议前往的目的地                                                                                                 |
| ------------------- | ---- | -------------- | --- |
| 1 · 出口            |      | 解放路（西侧） | 江苏师范大学云龙校区，户部山小学，徐州市高级中学南校区，徐州博物馆，云龙山（北门），江苏省地质调查研究院徐州分院 |
| 2 · 出口            |      | 解放路（东侧） | 徐州市行政学院                                                                                                   |
| 3 · 出口 · （设有） |      | 解放路（东侧） | 徐州市解放路小学，徐州市妇幼保健院，天元文化广场                                                                 |
| 图例： 设有         |      |                | |

## 接驳交通

### 公交车
- 妇幼保健院：8路，12路，49路，61路，70路，118路，118路附，199路，606路，608路，609路，612路，快线K3路
- 南京银行：11路，11路附，14路夜，19路，20路，39路，51路，61路，62路，64路，65路，118路，118路附，199路，609路

## 车站历史
本站工程名为师范大学站，公示站名为江苏师范大学云龙校区站，正式站名为师大云龙校区站，以车站临近的江苏师范大学云龙校区命名，3号线临近江苏师范大学泉山校区的车站命名为师范大学站。
- 2019年10月29日，车站主体结构封顶[2]。
- 2020年11月28日，车站随2号线一期通车开通[1]。